# Região Insular da Colômbia

A Região Insular da Colômbia não é uma "Região" propriamente dita, compõe-se de todas as ilhas da Colômbia distantes das costas continentais, caso tal como o do Santo André, Providência e Santa Catarina no Oceano Atlântico e as ilhas Malpelo e Gorgona no Oceano Pacífico. Nela não se contam as ilhas fluviais como as de lagos e rios.

## Descrição
A Região Insular de Colômbia se divide a sua vez em ilhas de tipo continental como a Gorgona  (Oceano Pacífico) e ilhas oceânicas como aquelas do Santo André, Providência e Santa Catarina (Mar do Caribe) e a ilha vulcânica de Malpelo (Oceano Pacífico). É a região das ilhas que pertencem ao país. Encontra-se grande diferença espacial nela. Ao noroeste no mar Caribe se encontra no mar o Arquipélago de San Andrés e Providencia e Santa Catalina e ao ocidente o oceano pacifico se encontram o Arquipélago de Gorgona, Gorgonila e Malpelo.

## Sub-regiões
As sub-regiões da Região Insular da Colômbia são as seguintes:
- Santo André, Providência e Santa Catarina que formam o departamento do mesmo nome, localizada no Mar do Caribe com uma extensão total de 52,2 km², (San Andrés com 26 km², Providencia com 17 km² e Santa Catalina com 1 km²).

- A Ilha Gorgona, um pequeno sistema de ilhas formado por Gorgona, Gorgonila e outros três ilhotes, localizadas no Oceano Pacífico e pertencentes ao departamento do Cauca com 26 km² de superfície terrestre o insular. Encontra-se o Parque Nacional Natural Ilha Gorgona.

- Malpelo, ilhote de origem vulcânico no Oceano Pacífico sob a jurisdição do departamento do Valle del Cauca, com 120 hectares ou 1,20 km² de superfície emergida.

- Arquipélago de San Bernardo, um conjunto de 10 ilhas do Mar do Caribe que no total tem uma superfície aproximada de 255 km² se encontram no Golfo de Morrosquillo.

Outros grupos de ilhas: 
- Ilhas Corais do Rosário, pequeno arquipélago de 20 hectares (0,20 km²) localizadas ao oeste de Cartagena das Índias.
- Ilha Forte, pequena ilha de umas 300 hectares (3 km²) frente as costas do departamento de Córdoba.
- Ilha Barú, ilha de 6000 hectares (60 km²), localizada entre as ilhas do Rosário e Cartagena das Índias.
- Ilha Tortuguilla, pequena ilha de 14 hectares (0,14 km²).
- Ilha Terra Bomba.

## Cultura
Cada sub-região possui suas próprias características. As ilhas do Oceano Pacífico guardam uma estreita relação com a Região da Costa Pacífica da Colômbia com um sentido cultural afrocolombiano. As ilhas continentais do Caribe se relacionam em alteração com a Região do Caribe da Colômbia. Em mudança a cultura no Santo André, Providência e Santa Catarina tem uma grande peculiaridade presente na língua, o Criollo sanandresano e suas manifestações próximas a cultura  antilhana e  jamaicana.

## Parques Nacionais Naturais da Região Insular
- Parque Nacional Natural Old Providence
- Santuário de Fauna e Flora Malpelo
- Parque Nacional Natural Gorgona